# So You Say
"So you say" to drugi singel Siobhàn Donaghy z jej drugiego albumu "Ghosts". Piosenka uplasowała się na #76 miejscu brytyjskiej listy przebojów.

## Teledysk
Teledysk był kręcony 4 kwietnia 2007 roku. Jego reżyserem jest Jamie Thraves. Klip przedstawia Siobhán przechadzającą się po korytarzach hotelu i "śledzącą" zakapturzonego mężczyznę o imieniu Adam (imię to wspomniane jest na początku każdej zwrotki). W trakcie refrenu Siobhán śpiewa w pokoju a nad nią przelatują kruki lub wokół niej latają odłamki szkła. Na koniec teledysku Siobhán udaje się dogonić mężczyznę i całuje go.

## Lista utworów
CD 1
1. So You Say
2. Don't Take Me Back

CD 2
1. So You Say
2. Don't Give It Up (Robert Cory Remix)
3. So You Say (Acoustic)
4. So You Say (Video)
5. So You Say (Making Of The Video)

12"
1. So You Say
2. Don't Give It Up (Carl Craig Vox Remix)